# (525596) 2005 JR179
(525596) 2005 JR179, também escrito como (525596) 2005 JR179, é um objeto transnetuniano (TNO) que está localizado no Cinturão de Kuiper, uma região do Sistema Solar. Este corpo celeste é classificado como um cubewano. Ele possui uma magnitude absoluta de 6,62 e tem um diâmetro com cerca de 161 km. astrônomo Mike Brown lista este corpo celeste em sua página na internet como um candidato a possível planeta anão.

## Descoberta
(525596) 2005 JR179 foi descoberto no dia 11 de maio de 2005 pelo astrônomo Marc W. Buie.

## Órbita
A órbita de (525596) 2005 JR179 tem uma excentricidade de 0,117 e possui um semieixo maior de 47,076 UA. O seu periélio leva o mesmo a uma distância de 41,557 UA em relação ao Sol e seu afélio a 52,596 UA.